# Distrito histórico de Chinatown y Little Italy
El Distrito histórico de Chinatown y Little Italy  es un distrito histórico ubicado en Nueva York, Nueva York. El Distrito histórico de Chinatown y Little Italy se encuentra inscrito como un Distrito Histórico en el Registro Nacional de Lugares Históricos desde el 12 de febrero de 2010.  

## Ubicación
El Distrito histórico de Chinatown y Little Italy se encuentra dentro del condado de Nueva York en las coordenadas 40°43′11″N 73°59′55″O / 40.7198, -73.998556.